# Lesley Stahl
Lesley Rene Stahl (nascida em 16 de dezembro de 1941) é uma jornalista de televisão norte-americana. Ela passou a maior parte de sua carreira na CBS News, onde começou como produtora em 1971. Desde 1991, ela faz reportagens para o programa 60 Minutes da CBS. Ela é conhecida por suas notícias, investigações televisivas e por suas premiadas reportagens internacionais. Pelo seu trabalho notável, ela ganhou vários prêmios de jornalismo, incluindo um Emmy pelo conjunto da obra em notícias e documentários em 2003 por seu prestígio geral em reportagem.
Antes de ingressar no 60 Minutes, Stahl atuou como correspondente da CBS News na Casa Branca – a primeira mulher a ocupar esse cargo – durante as presidências de Jimmy Carter e Ronald Reagan e parte do mandato de George H. W. Bush. Seus relatórios apareceram frequentemente no CBS Evening News, primeiro com Walter Cronkite, depois com Dan Rather e em outras transmissões. Durante esse período, ela também atuou como moderadora do Face the Nation, programa dominical de assuntos públicos da CBS News, de setembro de 1983 a maio de 1991. Como moderadora do Face the Nation, ela entrevistou líderes mundiais, incluindo Margaret Thatcher, Boris Yeltsin e Yasser Arafat.

## Biografia
Stahl nasceu em 1941 em uma família judia no subúrbio de Lynn, Massachusetts, em Boston, e foi criada em Swampscott. Ela é filha de Dorothy J. (nascida Tishler) e Louis E. Stahl. Ela frequentou o Wheaton College em Massachusetts, graduando-se em história.

## Carreira
Ao longo de sua carreira de 50 anos no jornalismo, Stahl abordou momentos icônicos da história dos Estados Unidos, como o escândalo de Watergate em 1972, as audiências de impeachment do presidente Nixon em 1974, a tentativa de assassinato do presidente Reagan em 1981 e a Guerra do Golfo de 1991. Ela noticiou as reuniões de cúpula EUA/Rússia e as cúpulas econômicas dos países industrializados, bem como as convenções políticas nacionais e noites eleitorais ao longo de sua carreira. Em sua carreira em notícias na TV, ela investigou os métodos avançados de interrogatório contra a Al Qaeda durante a Guerra do Iraque, a crueldade que Saddam Hussein infligiu às crianças iraquianas, além de examinar práticas dentro da Baía de Guantánamo e seus agentes. Ela também relatou tensões no Oriente Médio e o conflito israelo-palestino.

### Década de 1970
Stahl começou sua carreira na radiodifusão televisiva de Boston, WHDH-TV, como produtora e repórter. Ela se juntou à CBS News em 1971 e se tornou correspondente em 1974. Ela atribuiu crédito à sua contratação pela CBS News à inclusão de mulheres em seu mandato de ação afirmativa pela Comissão Federal de Comunicações em 1972: "as redes de televisão estavam vasculhando o país em busca de mulheres e negros com qualquer experiência em notícias. Um amigo em Nova Iorque ligou para me contar sobre um memorando circulando pela CBS News determinando que 'o próximo repórter que contratarmos será uma mulher'."  De acordo com Stahl, Connie Chung e Bernard Shaw eram "os outros dois 'bebês da ação afirmativa' no que ficou conhecido como a Classe de '72."  Stahl foi mentora da produtora de notícias da CBS, Susan Zirinsky.

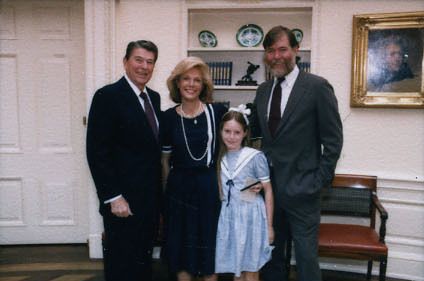
Stahl e sua família com o presidente Ronald Reagan em 1986

A proeminência de Stahl aumentou depois que ela apurou o caso Watergate. "Encontrei um apartamento no complexo Watergate, mudei todas as minhas coisas de Boston e não perdi um dia de trabalho. ... Junho de 1972. A maioria dos repórteres do nosso escritório estava viajando, cobrindo a campanha presidencial. Assim, fui enviado para cobrir a prisão de alguns homens que haviam invadido um dos prédios do complexo Watergate. O fato de a CBS ter permitido que eu, recém-contratado, ficasse com o Watergate como tarefa era uma medida de quão sem importância a história parecia: ... Eu era o único repórter de televisão cobrindo as primeiras audiências no tribunal. Quando os cinco ladrões do Watergate pediram uma redução da fiança, consegui meu primeiro furo de reportagem. Ao contrário de meus concorrentes, consegui identificá-los. Na vez seguinte, o cinegrafista escutou quando eu disse: "Rolem! São eles! Assim, a CBS foi a única emissora a conseguir fotos dos assaltantes. Eu fui uma heroína no escritório". 

### Década de 1980
Stahl foi moderador do Face the Nation entre setembro de 1983 e maio de 1991. Ela se tornou correspondente da Casa Branca durante as presidências de Jimmy Carter, Ronald Reagan e George HW Bush . 
Na Convenção Republicana de 1980, ela deu a notícia na CBS de que as negociações de Reagan com o ex-presidente Gerald Ford haviam fracassado e a resposta à pergunta sobre quem seria o candidato a vice-presidente era: "É o Bush! Sim, é o Bush!" George H. W. Bush estava de pé, talvez não muito longe, em grande parte sozinho, parecendo desanimado porque tinha certeza de que não seria escolhido. Durante seu tempo na CBS, ela cobriu a tentativa de assassinato do presidente Reagan em 1981 e a Guerra do Golfo em 1991. Durante toda a sua carreira, ela fez reportagens sobre as reuniões de cúpula entre os EUA e a Rússia e as cúpulas econômicas dos países industrializados, bem como sobre as convenções políticas nacionais e as noites de eleição.

### Década de 1990

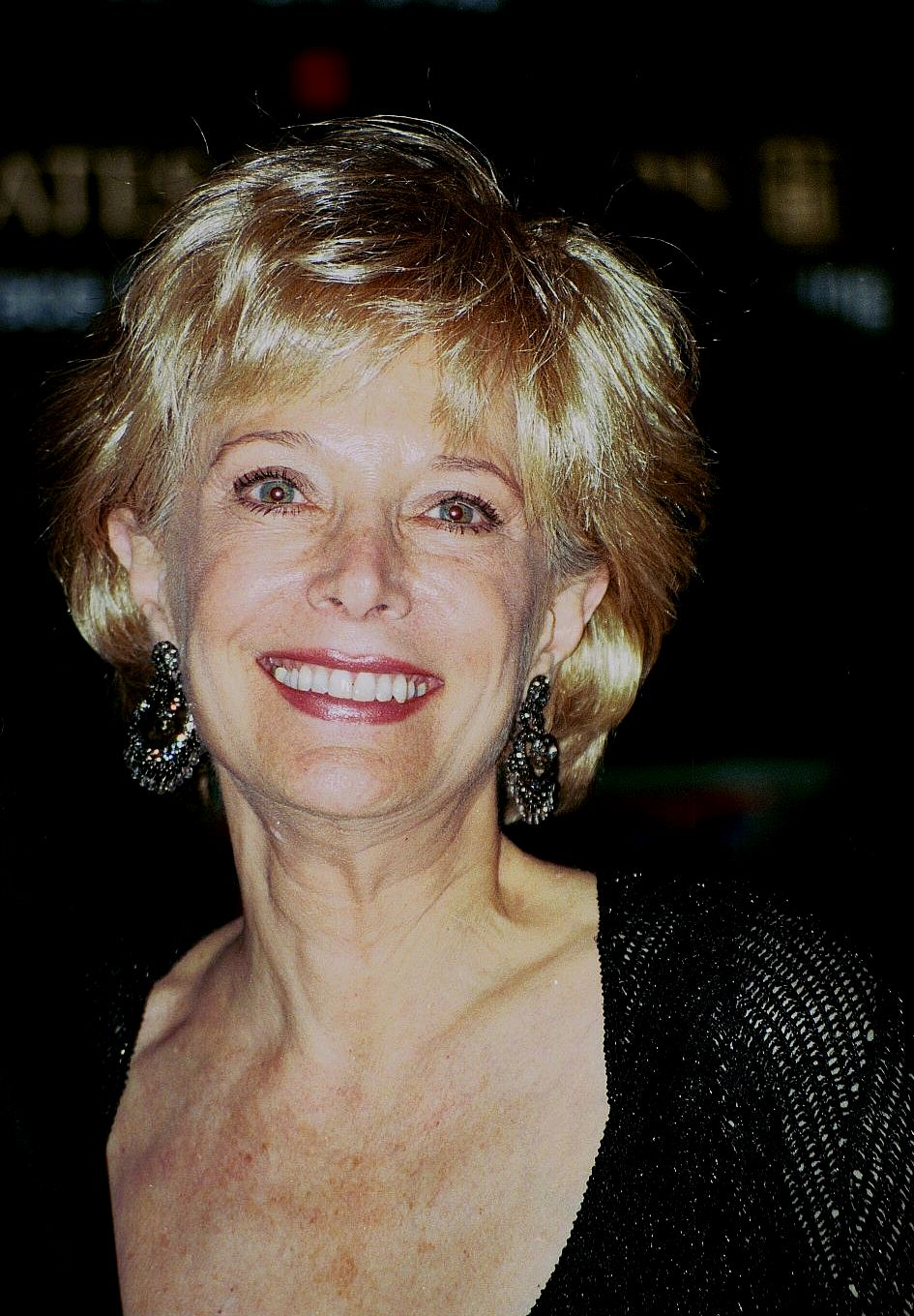
Stahl em 1998

Em 1998, ela apareceu no seriado da NBC Frasier, interpretando a si mesma no episódio "Desperately Seeking Closure". Stahl escreveu dois livros, o primeiro dos quais, Reporting Live, foi publicado em 1999:
Em agosto de 1989, aos 48 anos, decidi que já havia experienciado o melhor dia da minha vida. ... Então fomos para Ruanda para ver os gorilas-da-montanha, os gorilas de Dian Fossey na neblina. ... Depois de duas horas e meia ... lá estavam eles: dois filhotes brincando como quaisquer crianças de quatro anos. Nós nos aproximamos e ficamos olhando. Estávamos lá, na vida deles, no meio da casa ao ar livre deles. E então o dorso prateado, o patriarca, pareceu nos dar as boas-vindas, enquanto três fêmeas continuavam cuidando dele. ... Passámos uma hora no seu mundo, observando-os a cair e a lutar, a amamentar os seus bebés, a balançar nas árvores, a procurar comida — trepadeiras, folhas, frutos silvestres — ... Tão perto que uma mulher estendeu a mão para me tocar. Quando fui retribuir, a guia bateu no meu braço com um pedaço de pau. "Não, senhora. C'est inderdit." ... O que decidi naquele dia com os gorilas em Ruanda foi que o melhor dia da sua vida pode não ter acontecido ainda. Não importa o que você pensa.

### Década de 2000

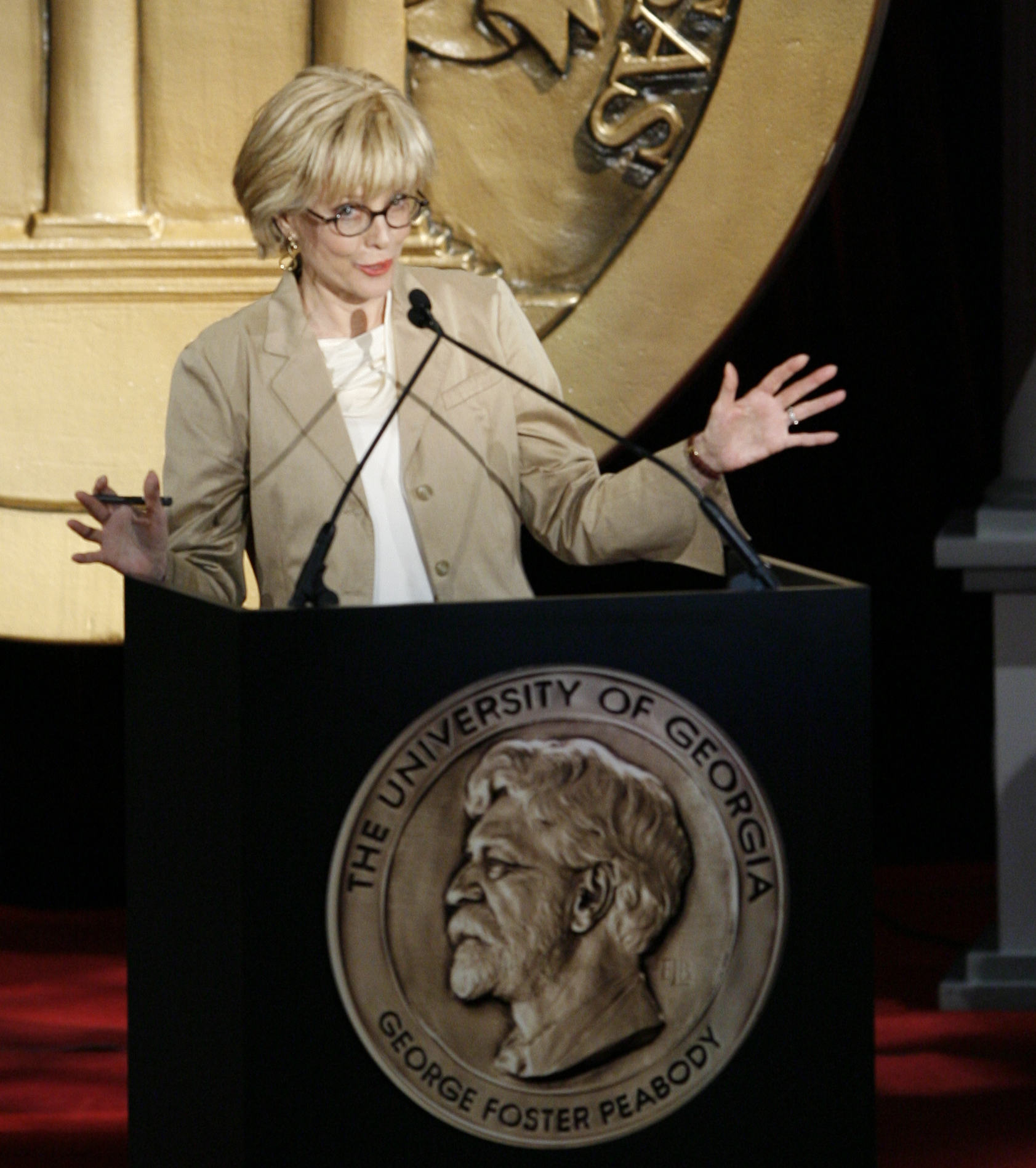
Lesley Stahl apresentando o 67º Prêmio Anual Peabody

Além disso, ela apresentou o programa 48 Hours de 2002 a 2004. Em 2002, Stahl ganhou as manchetes quando Al Gore apareceu no programa 60 Minutes e revelou pela primeira vez que não concorreria à presidência novamente em 2004. Quando Katie Couric foi contratada, a CBS News pediu a Stahl que reduzisse seu salário em US$ 500.000 para acomodar o salário de Couric, reduzindo seu salário para US$ 1,8 milhão.
Em 2007, Stahl ganhou atenção por sua entrevista com o então presidente francês Nicolas Sarkozy para o programa 60 Minutes, quando o presidente encerrou abruptamente a conversa e saiu, chamando-a de "estúpida" e um "grande erro". Sarkozy criticou Stahl pelas perguntas sobre sua esposa, Cecilia. Sarkozy e sua esposa anunciaram o divórcio duas semanas após a entrevista.

### 2010
Em 2014, ela atuou como correspondente do Years of Living Dangerously, um documentário sobre mudanças climáticas. Seu segundo livro, Becoming Grandma: The Joys and Science of the New Grandparenting, que narra suas próprias experiências com seus netos, foi publicado em 2016.

### 2020
Durante a campanha eleitoral presidencial dos Estados Unidos em 2020, Stahl entrevistou o presidente Trump em 20 de outubro de 2020, para um segmento no programa 60 Minutes. Trump interrompeu a entrevista e reclamou dela no Twitter. Em 22 de Outubro, Trump publicou a entrevista completa no Facebook, antes do seu lançamento oficial planeado para o programa 60 Minutes, em 25 de Outubro.
Em maio de 2021, Stahl foi criticada por grupos de defesa da comunidade LGBT por um especial do programa 60 Minutes sobre cuidados com a saúde de transgêneros. A CBS News, produtora do 60 Minutes, relatou que o especial foi feito “em meio a uma série de leis introduzidas em estados de todo o país que limitariam o atendimento a jovens transgêneros”, e disse que o especial se concentrou em “detransicioners”.

## Vida pessoal
Em 1977, Stahl se casou com o autor Aaron Latham e tiveram uma filha. Latham morreu em julho de 2022 devido a complicações da doença de Parkinson.
Na transmissão do programa 60 Minutes de 3 de maio de 2020, ela revelou que havia sido hospitalizada com COVID-19.

## Prêmios e honrarias
Ela é atualmente membro do Conselho de Relações Exteriores. Stahl também faz parte do Conselho de Selecionadores do Prêmio Jefferson de Serviço Público.
- Stahl ganhou 13 prêmios Emmy de Notícias e Documentários, incluindo um pelo conjunto da obra
- 1990 - Prêmio Dennis Kauff de Jornalismo pelo conjunto da obra na profissão de jornalista.
- 1994 - Prêmio Golden Plate da Academia Americana de Conquistas
- 1996 - Prêmio Fred Friendly da Primeira Emenda do Quinnipiac College
- 1996 - Alfred I. duPont-Universidade Columbia, Bastão de Prata pelo segmento "Punindo Saddam", que expôs a situação dos cidadãos iraquianos, principalmente crianças, que sofrem os efeitos das sanções das Nações Unidas contra o Iraque.
- 2004 - Prêmio Gerald Loeb de Jornalismo Empresarial de Longa Duração para Televisão por "The Jobless Recovery"
- 2008 - Doutorado honoris causa em Letras Humanas pela Universidade Colgate [29]
- 2008 - Doutorado honoris causa em Letras Humanas pelo Loyola College em Maryland.
- 2012 - Prêmio Overseas Press Club
- 2013 - Prêmio Edward R. Murrow de Excelência Geral em Televisão
- 2014 - Prêmio de Excelência Jornalística dos Fundadores do Centro Internacional para Jornalistas .
- 2015 - Prêmio Paul White da Radio Television Digital News Association pelo conjunto da obra
- 2021 - Medalha Poynter pelo conjunto da obra no jornalismo [30]

## Filmografia
- Madagascar: Escape 2 Africa como Apresentador de Notícias (voz)
- Frasier : "Desesperately Seeking Closure" (T5, E8) como ela mesma
- Marcel, The Shell with Shoes On como ela mesma
- Transformers: Rise of the Beasts como ela mesma